# Iain Armitage
Iain Armitage (15 de julho de 2008) é um ator americano. Ele é mais conhecido por ter atuado papéis como Sheldon Cooper em Young Sheldon, um prequel de The Big Bang Theory, e Ziggy Chapman em Big Little Lies. Em 2018, ele recebeu o Young Artist Award de Melhor Performance em Série de TV por seu papel como Sheldon Cooper. Ele também forneceu a voz para o jovem Shaggy Rogers em Scoob! (2020) e para o filhote de polícia, Chase, em PAW Patrol: The Movie (2021).
Ele reside em Arlington, Virgínia, e é filho do ator Euan Morton, que nasceu em Falkirk, Escócia, e da produtora de teatro Lee Armitage, filha do ex-vice-secretário de Estado dos Estados Unidos, Richard Lee Armitage.

## Carreira
Iain Armitage ganhou destaque pela primeira vez através de sua série no YouTube Iain Loves Theatre, onde ele analisa shows de teatro musical. Seus vídeos chamaram a atenção da indústria do teatro, incluindo alguns agentes que queriam contratá-lo. Durante o Tony Awards de 2015, ele atuou como correspondente de Perez Hilton e até foi referenciado no número de abertura do show.
Em janeiro de 2017, Armitage estrelou um episódio de Law & Order: Special Victims Unit ("Chasing Theo"), interpretando uma criança, Theo Lachere, que foi sequestrada. Ele apareceu em Impractical Jokers "Look Out Below", onde ele foi falado por Murr em "Who Let The Dogs Out?", No segundo desafio desse episódio. Ele interpretou Ziggy Chapman na minissérie da HBO Big Little Lies e apareceu em The Glass Castle, uma adaptação cinematográfica do livro de de Jeannette Walls. No mesmo ano, ele também esteve nos filmes I'm Not Here e Our Soul at Night, que também estrelou Jane Fonda e Robert Redford.
Em 2017, Armitage foi escalado para o papel de Sheldon Cooper quando criança em Young Sheldon, um prequel do seriado The Big Bang Theory. Em dezembro de 2018, ele apareceu em um episódio de The Big Bang Theory, interpretando o jovem Sheldon em uma gravação de vídeo destinada a animar e encorajar o Sheldon mais velho.
Em 2020, Armitage dublou o jovem Shaggy Rogers no filme Scooby-Doo, Scoob!. Ele irá reprisar o papel no próximo filme Scoob: Holiday Haunt, que deve ser lançado no final de 2022 na HBO Max.
Em 2021, Armitage dublou Chase em PAW Patrol: The Movie, substituindo Justin Paul Kelly da série de televisão da Nickelodeon.

## Vida pessoal
Foi relatado que ele recebeu o nome "Iain" por causa de Ian McKellen, antes disso o nome dele iria ser "Lachlan".
Armitage tem aprendido diversos idiomas porque é um apaixonado da aprendizagem de línguas. ele sabe um pouco de russo, português, e espanhol.

## Filmografia

### Filmes
| Ano  | Título                | Papel                    | Notas |
| ---- | --------------------- | ------------------------ | ----- |
| 2017 | The Glass Castle      | Brian Walls (com 5 anos) |       |
| 2017 | Our Souls at Night    | Jamie Moore              |       |
| 2017 | I'm Not There         | Stevie                   |       |
| 2020 | Scoob!                | Shaggy Rogers            | Voz   |
| 2021 | PAW Patrol: The Movie | Chase                    | Voz   |
| 2021 | Scoob!: Holiday Haunt | Shaggy Rogers            | Voz   |

### Televisão
| Ano       | Título                            | Papel                          | Notas                                                                      |
| --------- | --------------------------------- | ------------------------------ | -------------------------------------------------------------------------- |
| 2014      | Impractical Jokers                | Ele mesmo                      | Episódio: "Look Out Bellow"                                                |
| 2016      | Little Big Shots                  | Juiz convidado                 | Episódio: "The Idom of Love"                                               |
| 2017      | Big Little Lies                   | Ziggy Chapman                  | Papel recorrente; 7 episódios                                              |
| 2017      | Law & Order: Special Victims Unit | Theo Lachere                   | Episódio: "Chasing Theo"                                                   |
| 2017–2024 | Young Sheldon                     | Sheldon Cooper                 | Papel principal                                                            |
| 2018      | Jeopardy!                         | Ele mesmo, Dando dica em vídeo | 6 episódios                                                                |
| 2018      | The Big Bang Theory               | Young Sheldon Cooper           | Episódio: "The VCR Illumination"                                           |
| 2020      | Nickelodeon's Unfiltered          | Ele mesmo, Convidado           | Episódio: "Pizza In Your Game Face!", Episódio: "Let's Eat Electric Cake!" |
| 2020      | Group Chat                        | Ele mesmo                      | Episódio: "Group Chat Unleashed - Party Pooper Prank"                      |